# Chanter pour ceux qui sont loin de chez eux
Chanter pour ceux qui sont loin de chez eux is een nummer van de Franse zanger Michel Berger uit 1986. Het is de derde en laatste single van zijn tiende studioalbum Différences.
In de tekst van "Chanter pour ceux qui sont loin de chez eux" steekt Berger mensen die in armoede leven een hart onder de riem. Hoewel het nummer één van Bergers bekendste nummers is, bereikte het slechts de 99e positie in Frankrijk.
Het nummer is meerdere keren gecoverd. In 1998 bracht de Franse R&B-zangeres Lââm een cover van het nummer uit, die 2e positie behaalde in Frankrijk en de nummer 1-positie in Wallonië.